# Nawrócenie
Nawrócenie (od gr. ἐπιστρέφω, epistrefo „zawracać”) – przemiana duchowa, przyjęcie jakiegoś systemu wartości, poglądów i zasad.

## Etymologia
W pierwotnym sensie etymologicznym słowo to nie miało religijnego charakteru, oznaczało zwykłą czynność zawracania, dlatego np. w Nowym Testamencie często występuje z dodatkowymi określeniami „...oni sami opowiadają o nas, jakiego to przyjęcia doznaliśmy od was i jak nawróciliście się od bożków do Boga...”. Bliskoznacznym terminem jest metanoja, gr. „μετάνοια”, metanoia, 'przemiana (meta) umysłu (nous)', łac. odpowiednik conversio – odmiana umysłu, duchowa bądź intelektualna przemiana. W sensie etymologicznym zmiana o charakterze neutralnym, w teologii chrześcijańskiej pojęcie jednoznacznie pozytywne oznaczające zmianę sposobu myślenia i postępowania, odnowę duchową. Słowo pochodzenia greckiego.
Werner Jaeger wskazał, że za autora "nawrócenia" jako metafory religijnej uznać należy Platona i jego opowieść o jaskini. W platońskim micie ludzie zostali przykuci łańcuchami w mrokach jaskini i zmuszeni do oglądania cieni na ścianie, będących jedynie pozorami rzeczywistości. Przejście od życia tymi pozorami (życia w świecie zmysłowym), ku nadzmysłowemu światu realnemu ma charakter religijno-mistyczny. Wiąże się z zerwaniem kajdan i odwróceniu twarzy od mroków jaskini ku światłu, a potem podążaniu ku jego źródłu (czyli Dobru). Wyzwolenie następuje poprzez "odwrócenie szyi" (περιάγειν τὸν αὐχένα), a nieco dalej określone zostaje jako "nawrócenie" (περιαγωγή) duszy. Zdaniem Jaegera metafora ta miała następnie zostać przejęta przez platonizm chrześcijański. 

W Septuagincie czasownikiem „μετανοέω” zastępowane jest hebrajskie słowo „נָחַם” (nacham), oznaczające: pocieszać się, odczuwać żal i skruchę, trapić się, wzdychać, pokutować. W Biblii łacińskiej termin tradycyjnie przekładany jako poenitentia, ‘pokuta’ (od poena łac. ‘kara’), w Nowym Testamencie oznacza radykalną zmianę sposobu działania, zgodnie z tym, do czego wzywa Jan Chrzciciel: Nawróćcie się, bo bliskie jest królestwo niebieskie (Mt 3,2). Wezwanie to zakłada Boży dar „nawrócenia”, zgodnie z nauczaniem proroków, a jako skutek tego daru – skruchę i zmianę życiowych postaw.

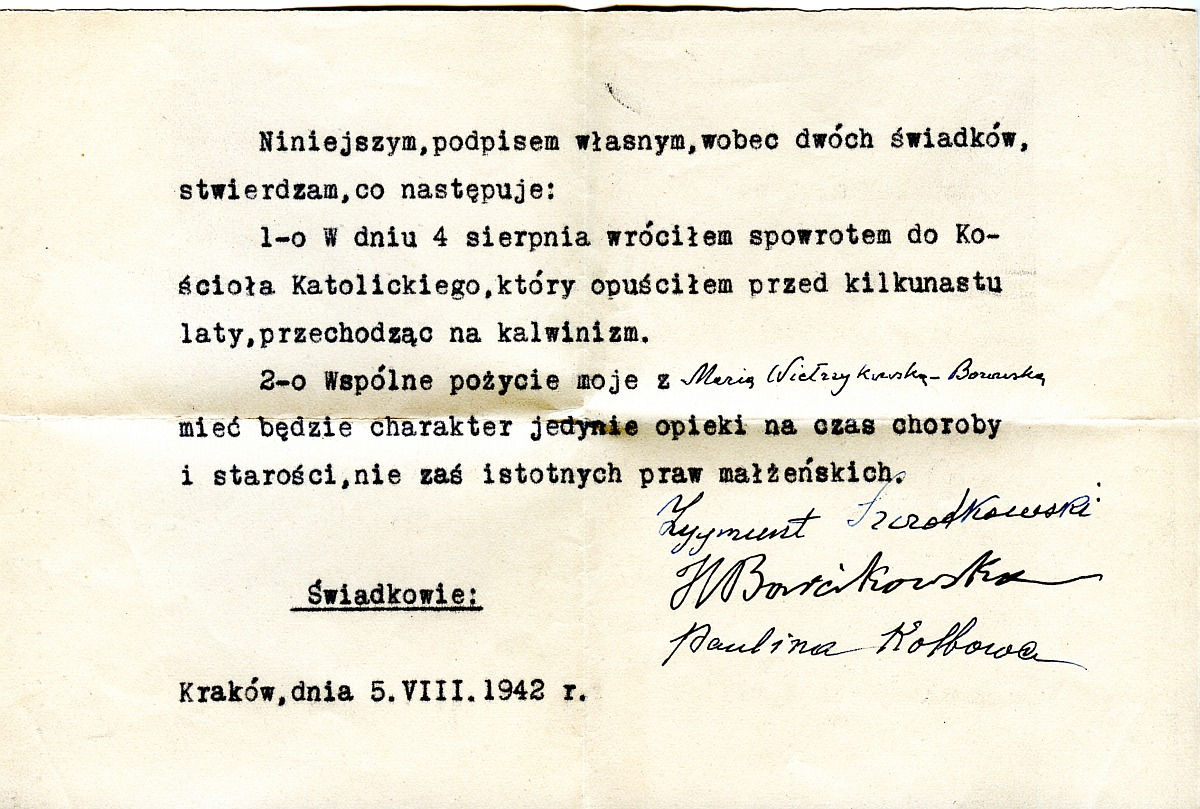
Przypadek „nawrócenia” (w potocznym słowa tego znaczeniu) – tutaj jako powrót do katolicyzmu z innego wyznania chrześcijańskiego

W języku obiegowym – niezbyt ściśle – mówi się o „nawróceniu”, jako o przejściu od jednego wyznania do drugiego, w tym wypadku należałoby mówić o konwersji. W tym znaczeniu Słownik Języka Polskiego PWN podaje popularne znaczenie wyrażenia „nawrócić się”. Według jego autorów pojęcie to oznacza przyjęcie jakiejś religii, innego wyznania (np. nawrócić się na islam).
W Leksykonie duchowości katolickiej czytamy, iż nawrócenie jest procesem podjęcia świadomej decyzji zerwania z grzechem i zwrócenia się do Boga oraz zawierzenia Jego miłości. Dokonuje się ono we wnętrzu człowieka. Wyrazem nawrócenia jest jego pozytywna postawa, działanie, wartościowanie i myślenie. Ma charakter moralny i „stanowi podstawowy warunek podjęcia i rozwoju życia duchowego”.

## Typologia nawrócenia w teologii katolickiej
M.T.L. Penido podzielił nawrócenie na 2 grupy:
- egzogenne, w którym czynniki zewnętrzne odgrywają zasadniczą rolę. Mogą one powodować przemiany jednostkowe lub zbiorowe
- endogenne – są to zazwyczaj nawrócenia jednostkowe, które dokonują się stopniowo lub nagle. Zasadniczą rolę odgrywają tu czynniki wewnętrzne, prowadzące do osobistej decyzji.

Z punktu widzenia struktury teologicznej w procesie nawrócenia występują 2 zasadnicze fazy:
- faza kryzysu lub przygotowania – ma ona zazwyczaj charakter negatywny, tzn. nawrócenie „od” grzechu. Występuje wówczas stopniowe dojrzewanie decyzji do zmiany swojego życia. Jest to więc dysponowanie rozumu i woli do uznania siebie za grzesznika i do walki z grzechem. Nawrócenie nigdy nie przychodzi nagle, chyba że jest wynikiem cudu.
- faza ujawnienia – na ogół uznawana za właściwe nawrócenie. Ma charakter pozytywny (nawrócenie „do”). Polega na głębokiej przemianie i przebudzeniu świadomości, która to wyznacza nowy etap wzrastania. Faza ujawnienia wyraża się w ustawicznym i dokładnym wypełnianiu życiowych zadań, zgodnie z wolą Bożą.

W katolickiej teologii duchowości wymienia się 3 stopnie nawrócenia, które odpowiadają trzem drogom życia duchowego:
- na drodze oczyszczenia początkujących, nawrócenie ma charakter moralny (tzw. pierwsze nawrócenie). Polega przede wszystkim na odwróceniu się od grzechu.
- na drodze oświecenia postępujących, nawrócenie przybiera charakter duchowy (tzw. drugie nawrócenie). Przejawia się w postawie przylgnięcia do Jezusa. Zakłada zdecydowany zwrot ku Bogu, którego podstawą jest akt wiary i skruchy.
- na drodze zjednoczenia doskonałych, uwidacznia się mistyczny charakter nawrócenia (tzw. nawrócenie mistyczne lub trzecie nawrócenie), które jest radykalnym wyborem Chrystusa i całkowitym upodobnieniem się do Niego wraz z gotowością ofiary z życia.

## Pojęcie w innych religiach
Świadkowie Jehowy uważają, że skrucha pobudza do zerwania z grzechem, porzucenia złej drogi i zdecydowanego wkroczenia na drogę właściwą – Bożą. Jeśli skrucha jest szczera, prowadzi do „nawrócenia” (Dz 15:3). Oznacza to, że trzeba zerwać z tym, co złe, i zacząć robić to, co dobre. Nawrócenie poprzedza też chrzest.